# Chirocephalus croaticus
Chirocephalus croaticus је животињска врста класе Crustacea која припада реду Anostraca.

## Угроженост
Ова врста се сматра рањивом у погледу угрожености врсте од изумирања.

## Распрострањење
Врста има станиште у Словенији и Хрватској.

## Станиште
Станиште врсте су слатководна подручја.